# Монтрёй
Монтрёй (фр. Montreuil) — муниципалитет во Франции, восточный пригород Парижа.

## История
Впервые упоминается в указе Теодориха IV от 722 г. под названием Monasteriolum (маленький монастырь). В Средние века горожане снабжали водой Венсенский замок, за что были освобождены от налогов. Кроме того, они до революции поставляли провизию для королевского двора. Особенно славились монтрёйские персики.
Известна точная стоимостная оценка Монтрёя в Средние века — в июне 1224 года король Франции Людовик VIII купил крепость Монтрёй у её владельца Гийома де Маньера за 200 парижских ливров.
В XIX веке в городе развиваются такие отрасли промышленности как деревообработка и производство строительных материалов. В нём была основана киностудия Жоржа Мельеса.
В 1944 году Монтрёй стал первым пригородом Парижа, освобождённым от нацистов. В послевоенный период развитие города продолжилось, в него переехали многие мигранты из Мали.
В городе родились известные футболисты Оливье Дакур и Джамаль Абдун.

## Города-побратимы
- Котбус
- Диадема
- Слау
- Хайзыонг
- Модиин-Маккабим-Реут
- Гроссето
- Чанчунь
- Елимане
- Агадир
- Палмела
- Мытищи
- Бистрица